# フラットボート

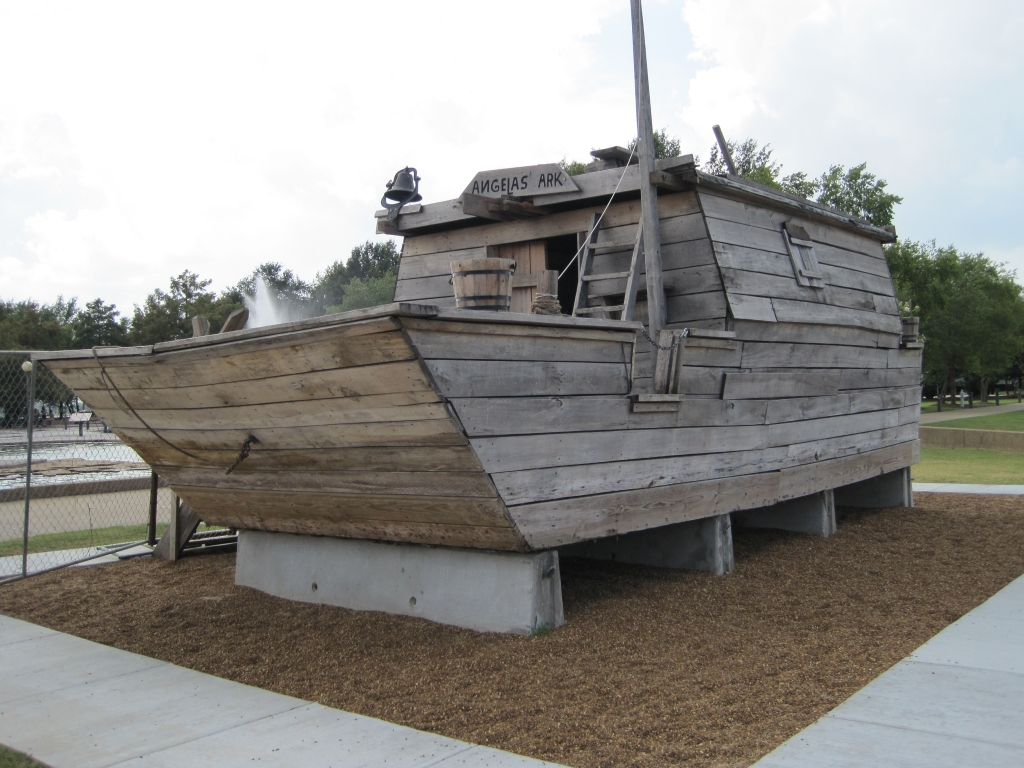
フラットボートのレプリカ。

フラットボート (flatboat) は内陸水路で貨物を運ぶのに用いられた長方形で底が広く、角の尖った舟である。基本的には、大きなしっかりとした筏であり、縁は高くなっている。殆どの場合、片道利用で下流の目的地へ到達した後には、材木にされた。19世紀始めには各種のものがあり、中距離用の「ブロードホーン」「ケンタッキー舟」と長距離用の「ニューオリンズ舟」があり、後者は全面に屋根があった。
西暦1810年から20年には毎年平均3000艘のフラットボートがオハイオ川を下った。エイブラハム・リンカーン は二度1828年と31年に、イリノイからにニューオリンズへの船頭をして荷物を運んだ。
フラットボートは、上流にも利潤を得て運ぶごとができる蒸気船や他の高速船におされ、次第に陳旧化した。

## 参考項目
- 河川舟運
- ナローボート
- 馬力船

## 文献
- Bogan, Dallas (1979). Warren County, Ohio and Beyond. p. 162